# Swéerts-Sporckův palác
Swéerts-Sporckův palác (také Sweerts-Šporkovský palác) či jen palác Špork je komplex dvou barokních budov v pražském Novém Městě, s hlavními průčelími v ulici Hybernská č. 3 a č. 5, čp. 1036/II a 1034/II. Zadními trakty jsou obráceny k objektům v ulici V Celnici. Celý palácový komplex je od roku 1964 chráněn jako kulturní památka.

## Popis
Palácový komplex se skládá ze dvou budov, které vznikly v různých obdobích, jsou architektonicky odlišné a v současnosti mají i různé majitele.

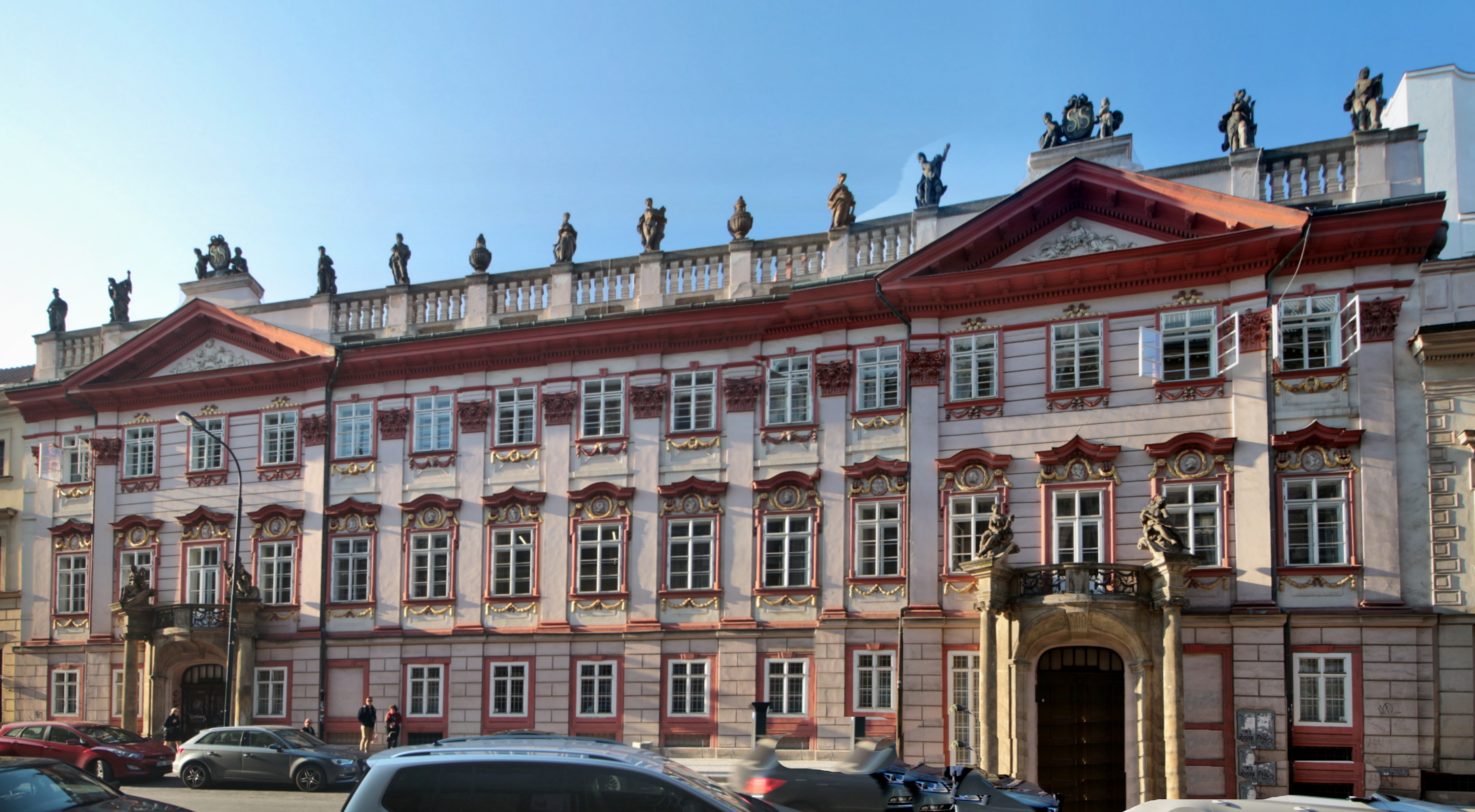
Celkový pohled

### Levá budova

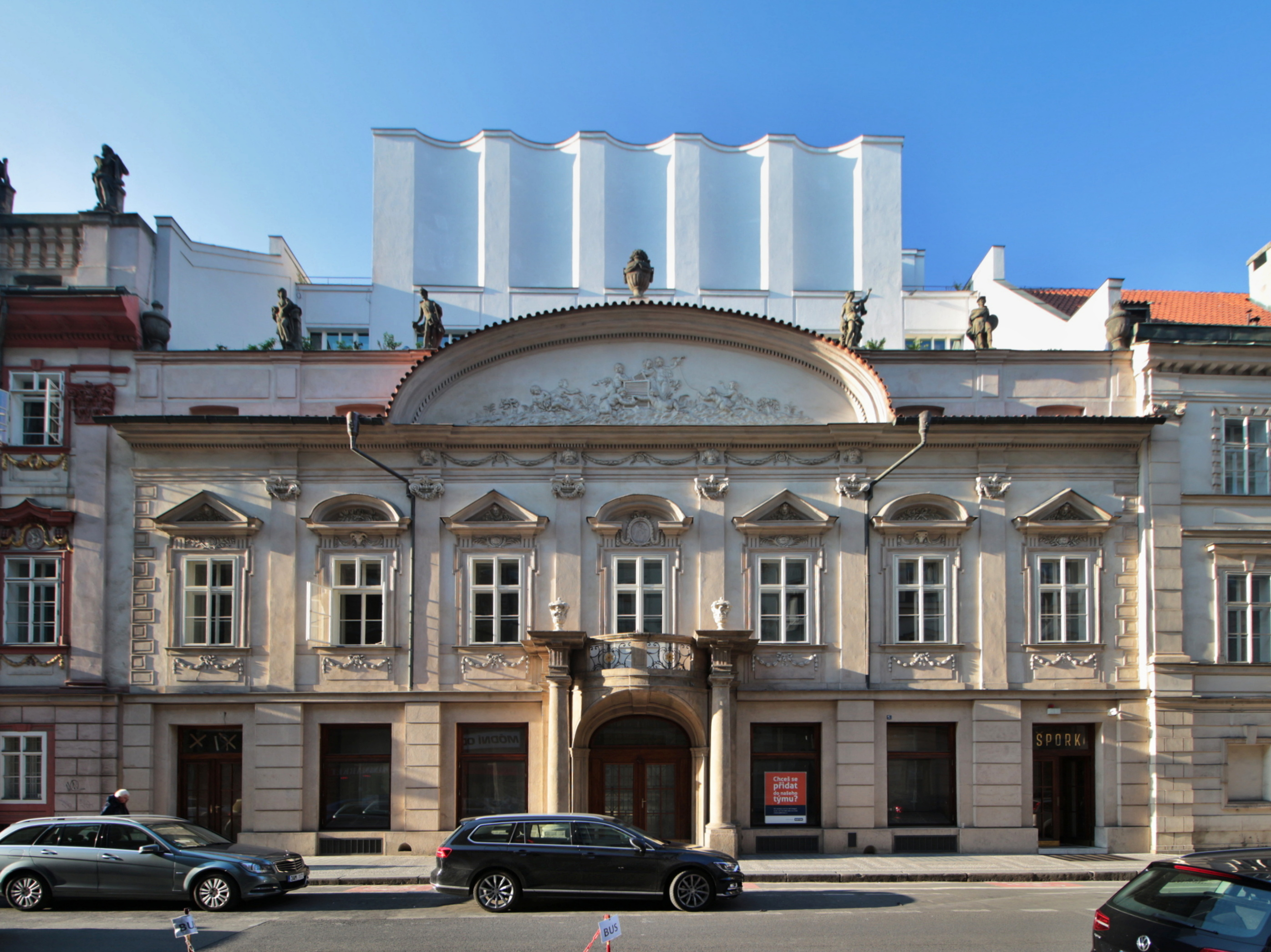
Pravá, klasicistní část paláce

Levá, západněji položená budova (Hybernská 1036/3) je barokní dvoupatrový palác postavený v letech 1694–1699 podle projektu architekta Jana Baptisty Matheye pro Karla Jáchyma Bredu. 
Už v roce 1699 palác koupil František Antonín Špork, který zde v roce 1701 otevřel první stálou divadelní scénu v Praze, kde byly uváděny italské opery, mj. Argippo od Antonia Vivaldiho zkomponovaná pro Prahu. Hrabě Špork divadlo provozoval až do roku 1734, respektive do své smrti v roce 1738. 
Jeho vnuk Jan František Kristián Swéerts-Sporck později získal i sousední palác a nechal pak upravit obě budovy. Levá část byla po roce 1783 přestavěna Antonínem Haffeneckerem ve stylu klasicismu. Rozlehlé uliční průčelí s 15 osami je členěno dvěma tříosými rizality s trojúhelnými štíty. Sochařská výzdoba na atice včetně dvou kamenných edikulových portálů s antickými božstvy je z dílny Ignáce Michala Platzera (syna Ignáce Františka Platzera).
Celý komplex byl po roce 1803 opět rozdělen a po částech prodán. V sedmdesátých letech 20. století přešla levá budova pod správu Univerzity Karlovy v Praze a slouží Filozofické fakultě, především jejímu Ústavu translatologie.

### Pravá budova
Pravá, východní budova (Hybernská 1034/5) je jednopatrový klasicistní objekt přestavěný roku 1790 z původního barokního paláce podle návrhu architekta Ignáce Jana Nepomuka Palliardiho. Z původní stavby se dochoval zejména vstupní portál, který je analogický se dvěma portály sousední levé budovy (čp. 1036). Sochařskou výzdobu vytvořil opět Ignác Michal Platzer. Budova má nad sedmiosým uličním průčelím výrazný segmentový štít, jehož tympanon vyplňuje štukový reliéf s motivem lovu ptáků.
Moderní přístavba v zadní frontě z let 1923–1925 byla určena pro Anglo-československou banku a byla realizována dle návrhu Josefa Gočára v ustupujícím art déco a konstruktivismu. Během druhé světové války došlo k zabrání celého objektu gestapem, později byly vlastníkem Československé státní dráhy a palác sloužil jako kancelářská budova.

#### 21. století

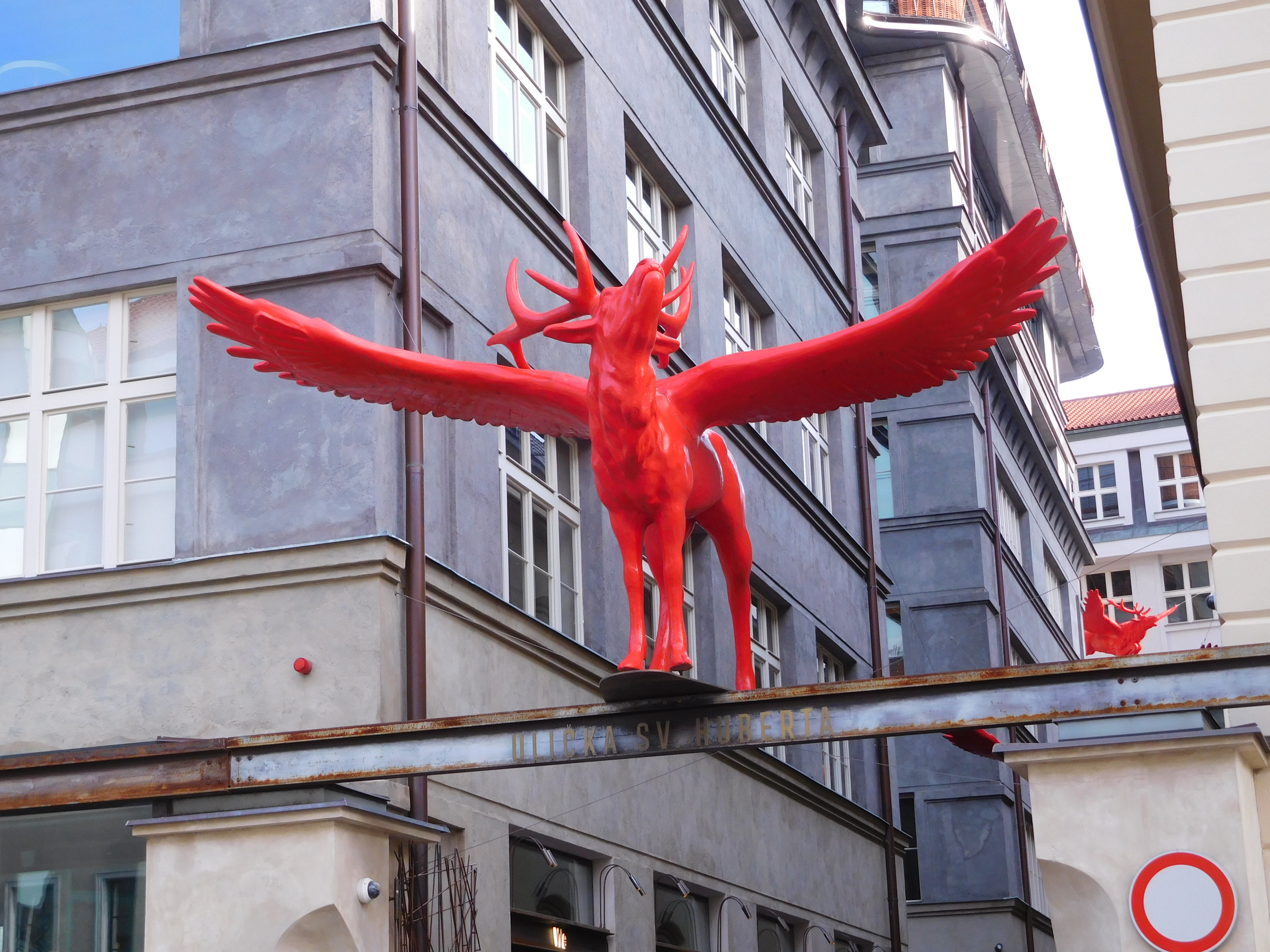
Michal Gabriel: Okřídlený jelen nad uličkou sv. Huberta, 2018

Na přelomu tisíciletí pravá budova dlouho čekala na nového majitele, až ji roku 2011 po sérii neúspěšných veřejných dražeb (o nemovitost ve vlastnictví Českých drah opakovaně nebyl zájem) získala za 190 milionů Kč developerská společnost SEBRE. Ta ji později upravila pro komerční a administrativní využití. Architektonický ateliér Stanislava Fialy (Fiala + Němec) navrhl v roce 2011 přestavbu, která byla dokončena v roce 2018. Záměrem bylo celý objekt otevřít jak zevnitř, tak propojit palác s dalšími dvěma budovami do ulice V Celnici a nově nazvané uličky sv. Huberta, jež má být odkazem na Řád svatého Huberta, založený Františkem Antonínem Šporkem, který však s tímto palácem jiné rodové větve neměl nic společného. Přilehlé prostory a průhledy v exteriéru vznikly při zachování historických fasád, ale zároveň přibyla nástavba. Na jejím vrcholu byla vytvořena zelená střecha, jedna z prvních v této čtvrti. V měřítku drobnými, ale výraznými doplňky architektury jsou tři létající sochy Michala Gabriela z roku 2018: dva Okřídlení jeleni a Okřídlený býk, natřené signálním červeným lakem.
Rozsáhlá rekonstrukce získala v soutěži o Stavbu roku 2018 ocenění za příkladnou a citlivou rehabilitaci historické stavby. V roce 2019 společnost SEBRE prodala budovu paláce Špork investiční společnosti Generali Real Estate Fund CEE.

## Okolí
V okolí paláce Sweerts-Sporcků se nacházejí další významné budovy a instituce:
- Dům U Hybernů s divadlem Hybernia
- Obecní dům, secesní koncertní budova
- Věžníkovský palác, původně barokní palác, několikrát přestavěný, upravený na hotel
- Palác Losyů z Losinthalu (Lidový dům)
- Masarykovo nádraží
- Café Arco, kavárna a místo setkávání pražských německých spisovatelů
- Hotel Central, významná secesní budova